# Stortjärnen (Stensele socken, Lappland, 721789-159026)
Stortjärnen är en sjö i Storumans kommun i Lappland och ingår i Umeälvens huvudavrinningsområde. Sjön har en area på 0,114 kvadratkilometer och ligger 304,7 meter över havet.

## Delavrinningsområde
Stortjärnen ingår i det delavrinningsområde (721700-158954) som SMHI kallar för Mynnar i Juktån. Medelhöjden är 309 meter över havet och ytan är 11,11 kvadratkilometer. Det finns inga avrinningsområden uppströms utan avrinningsområdet är högsta punkten. Vattendraget som avvattnar avrinningsområdet har biflödesordning 3, vilket innebär att vattnet flödar genom totalt 3 vattendrag innan det når havet efter 220 kilometer. Avrinningsområdet består mestadels av skog (86 procent). Avrinningsområdet har 0,47 kvadratkilometer vattenytor vilket ger det en sjöprocent på 4,2 procent.